# Сиськастый волейбол
«Сиськастый волейбол» (яп. おっぱいバレー Оппаи барэ) — кинофильм японского режиссёра Эйитиро Хасуми в жанре комедии.

## Сюжет
Новой  учительнице японской средней школы Тэрасиме помимо основных обязанностей предлагают также курировать волейбольную команду мальчиков. Однако выясняется, что юные отроки совсем не умеют играть и  с трудом даже держат мяч в руках. Да и сама Тэрасима в спорте совсем не ас. Но ради успешного результата своих новоиспечённых подопечных она готова на многое. Она просит их выиграть хотя бы один матч, взамен на это обещая показать страдающим от переизбытка гормонов мальчишкам свою обнажённую грудь.

## В ролях
- Харука Аясэ — Микако Тэрасима
  - Судзука Ого — Микако в юности
- Мунэтака Аоки — Кадзуки
- Тору Накамура  — Кэндзи  Хориути
- Масаки Хондзё — Кэнго
- Кэн Мицуиси — тренер волейбольной команды
- Хаpуки Кимура — Икио Хирата
- Фудзико Кодзима — Риэ

## Награды и номинации
| Список наград и номинаций | Список наград и номинаций | Список наград и номинаций    | Список наград и номинаций |
| Кинопремия                | Дата церемонии            | Категория                    | Результат                 |
| ------------------------- | ------------------------- | ---------------------------- | ------------------------- |
| Майнити                   | 2010                      | Лучшая актриса (Харука Аясэ) | Победа                    |
| Голубая лента             | 2010                      | Лучшая актриса (Харука Аясэ) | Номинация                 |

## Критика
Иэн Бартоломью из Taipei Times отметил, что  несмотря  на своё эротически-громкое название   перед зрителем  безобидное и почти детское кино, без стремления быть чем-то большим. 